# Helge Ranin
Helge Ranin (18 de febrero de 1897 – 15 de abril de 1952) fue un actor teatral y cinematográfico finlandés.

## Biografía
Su nombre completo era Helge Vilhelm Ranin, y nació en Kuopio, Finlandia.
Ranin desarrolló su carrera como actor teatral en Helsinki en el Teatro Nacional de Finlandia y en el Suomen Työväenteatteri (en el cual también fue director), en Tampere (en el Tampereen Työväen Teatteri) y en Víborg (Viipurin Kaupunginteatteri).
Ranin actuó por vez primera en el cine en 1927. Entre sus películas destacan Katupeilin takana (1949), en la que actuaba su hijo Matti, y Ruusu ja kulkuri (1948). 
Helge Ranin falleció en un hospital de Helsinki, Finlandia, en el año 1952, a causa de una hipertensión. Tenía 55 años de edad. Había estado casado entre 1926 y 1952 con la actriz Saara Ranin, con la cual tuvo un hijo actor, Matti Ranin. Fue abuelo del también actor Matti Olavi Ranin.

## Filmografía
- 1927 : Ei auta itku markkinoilla
- 1928 : Tukkijoella
- 1929 : Neiti Nimismies
- 1929 : Meidän poikamme
- 1930 : Kajastus
- 1930 : Kahden tanssin välillä
- 1946 : Loviisa, Niskavuoren nuori emäntä
- 1946 : ”Minä elän”
- 1946 : Viikon tyttö
- 1947 : Pimeänpirtin hävitys
- 1947 : Koskenkylän laulu
- 1948 : Ruusu ja kulkuri
- 1948 : Onnen-Pekka
- 1948 : Kalle Aaltosen morsian
- 1948 : Neljästoista vieras
- 1948 : Läpi usvan
- 1948 : Irmeli, seitsentoistavuotias
- 1948 : Laitakaupungin laulu
- 1949 : Katupeilin takana
- 1949 : Hornankoski
- 1950 : Tapahtui kaukana